# John Anderson (educador)
John Anderson FRSE FRS FSA(Scot) (Rosneath, Argyll and Bute, 26 de setembro de 1726 — Glasgow, 13 de janeiro de 1796) foi um filósofo natural e educador liberal escocês na vanguarda da aplicação da ciência à tecnologia na revolução industrial, e da educação e progresso dos trabalhadores e trabalhadoras. Foi um dos fundadores da Sociedade Real de Edimburgo, e fundador póstumo do Anderson's College (mais tarde, Anderson's Institution), que acabou por evoluir para Universidade de Strathclyde.

## Juventude e carreira
Anderson nasceu em Rosneath, Argyll and Bute, filho do reverendo James Anderson. Seu pai e seu avô eram pastores proeminentes da Igreja, mas após a morte de seu pai, ele foi criado em Stirling por uma tia.
Ele se formou na Universidade de Glasgow em 1745.
Durante a Revolta jacobita de 1745 ele serviu como oficial do exército de Hanôver.
De 1755 a 1757, foi professor de Línguas Orientais na Universidade de Glasgow e de 1757 a 1796, professor de Filosofia natural. É o professor universitário de filosofia natural com mais tempo de serviço durante o século XVIII.

## Um importante cientista
Em 1760, Anderson foi nomeado para o cargo de professor de Filosofia natural da Universidade de Glasgow. Começou a dedicar-se à Física. Tinha grande interesse por experimentos, mecânica prática e invenções. Incentivou James Watt em seu aperfeiçoamento da máquina a vapor. Tinha amizade com Benjamin Franklin, e instalou o primeiro para-raios em Glasgow.
Anderson escreveu também o livro pioneiro Institutos de Física publicado em 1786, que passou por cinco edições em dez anos. Foi eleito Membro da Royal Society e isso o colocou em contato com muitos dos principais cientistas da época.

## Um pioneiro da educação profissional para trabalhadores
Talvez sua maior contribuição tenha sido no fornecimento de "aprendizagem útil" para a classe trabalhadora, especialmente na aplicação da ciência à indústria. Fez isso juntamente com seus deveres universitários, através do fornecimento de palestras não acadêmicas para artesãos durante o período noturno, nas quais, excepcionalmente pela idade, as mulheres também eram bem-vindos. Por essas conferências populares serem repletas de experiências e demonstrações, e por sua predileção em provocar explosões e fogos de artifício, ele adquiriu o apelido de "Jolly Jack Fósforo".

## Política radical
Anderson era também conhecido por suas visões políticas radicais e foi um defensor da Revolução Francesa. Em 1791 inventou um novo tipo de arma de seis libras, que foi apresentada para a Convenção Nacional em Paris como "o presente da Ciência para a Liberdade". Quando a Alemanha, vizinha da França, temendo a disseminação da política radical para o seu território, impôs um bloqueio aos jornais franceses, Anderson sugeriu o envio de panfletos transportados pelo vento até a Alemanha presos a pequenos balões de hidrogênio. Isso foi feito, com cada balão levando uma inscrição traduzida como "Sobre montes e vales, e as linhas das tropas hostis, eu flutuo majestoso, levando as leis de Deus e da Natureza para os homens oprimidos, e oferecendo-lhes armas para manterem os seus direitos".

## Fundador de uma universidade
Com base nas palestras para os artesãos, Anderson doou a sua propriedade para a fundação de uma escola em Glasgow dedicada à "aprendizagem útil", chamada Instituição de Anderson. Como um exemplo dessa iniciativa bem sucedida, foi a de possibilitar que um jovem operário, David Livingstone, se tornasse um famoso médico missionário e o mais importante explorador de sua época. A Instituição sofreu várias mudanças de nome e um número de fusões com outras faculdades antes de chegar à sua forma atual como a Universidade de Strathclyde, que homenageia Anderson no nome do prédio de Física e da biblioteca principal, a Biblioteca Andersoniana. O campus central é chamado de Campus John Anderson.
John Anderson morreu em Glasgow aos 69 anos. Ele está enterrado junto com seu avô no cemitério Ramshorn, na rua Ingram, em Glasgow. Em 13 de janeiro de 1996, representantes da Universidade de Glasgow colocaram uma coroa de flores em seu túmulo para marcar o bicentenário da morte de Anderson.